# Tour énergétique
 (septembre 2013).
Si vous disposez d'ouvrages ou d'articles de référence ou si vous connaissez des sites web de qualité traitant du thème abordé ici, merci de compléter l'article en donnant les références utiles à sa vérifiabilité et en les liant à la section « Notes et références ».
La tour énergétique est un projet de production d'électricité de manière renouvelable, développé par des Israéliens de l'institut Technion.

## Principe
Le principe consiste à pulvériser de l'eau (qui va se vaporiser) en haut d'une tour, ce qui a pour effet de refroidir l'air ambiant. Cet air brusquement plus dense tombe à l'intérieur de la tour, ce qui a pour effet de générer un courant d'air capable d'actionner des turbines produisant de l'électricité. C'est un grand moteur à eau.
Ce projet est né dans les années 1970 en Californie et en Israël, mais c'est le professeur israélien Dan Zavlansky qui l'a poussé à un point proche de la réalisation, au sein de l'institut de recherche le plus réputé d'Israël.
Les calculs de thermodynamique ont donné ce résultat : une diminution de 12 °C de la température d'un volume d'air aboutit à une augmentation de 4 % de sa masse volumique, qui chuterait alors à 70 km/h.
Pour obtenir ce refroidissement, il faut disposer d'eau (pour Israël l'eau de la mer) et d'un climat chaud et sec, qui fournit l'énergie de vaporisation. La potabilité de l'eau n'est pas nécessaire.

## Expérimentation
L'équipe du professeur Zavlansky espère passer à la phase industrielle, avec le soutien du groupe français Alstom, qui a signé une lettre d'intention. L'Australie et le nouveau président indien Abdul Kalam, ancien ingénieur qui a collaboré avec l'Israélien, se montrent également intéressés[Information douteuse]. La tour doit faire 400 mètres de diamètre pour une hauteur de 1 200 mètres, avec les problèmes supplémentaires à gérer que cela entraîne :
- la protection contre les vents froids d'altitude ;
- les conséquences sur le trafic aérien.

Cette tour comporterait une centaine de turbines de 30 mètres de diamètre, produisant un total de 370 mégawatts. Avec des réservoirs d'eau situés en haut de la tour, des pics de demande seraient parfaitement gérés. Elle permettrait également de dessaler de l'eau avec une consommation d'énergie inférieure d'un tiers à celle des systèmes à osmose inverse, pour une quantité annuelle de 300 millions de mètres cubes. Le coût de construction d'une telle tour est estimé à 200 millions de dollars.

## Bilan énergétique
Seuls 2 à 3 % de l'énergie de la turbine sont récupérés. L'énergie récupérée se répartirait comme suit :
- un tiers va au pompage de l'eau ;
- 45 % est disponible pour la consommation du pays ;
- 22 % passe en pertes.